# ヒメホオヒゲコウモリ
ヒメホオヒゲコウモリ（姫頬髭蝙蝠、学名:Myotis ikonnikovi）は、翼手目ヒナコウモリ科ホオヒゲコウモリ属に属するコウモリ。
2002年（平成14年）3月に『改訂・日本の絶滅のおそれのある野生生物 -レッドデータブック- 1 哺乳類』が作成された際には絶滅危惧IB類（EN）であったが、2007年（平成19年）8月3日に発表されたレッドリスト（2007年版）では、生息情報の増加と北海道ほぼ全域での分布確認を理由に、ランク外とされた。

## 分類
分布域や形態の差異によって、亜種または種としてエゾホオヒゲコウモリ（北海道日高山脈）、シナノホオヒゲコウモリ（長野県）、オゼホオヒゲコウモリ（尾瀬）、フジホオヒゲコウモリ（富士山及び東北地方）に分けるという説もある。また、それぞれを個体群として1種とする説もある。いずれにしろ、分類学的な再検討が必要とされている。

## 分布
シベリア東部、朝鮮半島北部、サハリン、国後島、北海道、本州。

## 形態
腕長33-36mm、頭胴長42-51mm、尾長31-40mm、体重4-7gになる。北海道産は本州産より全体的にやや小型になる。黒褐色から焦げ茶色の体毛をもち、背中の上毛の先端は顕著ではないが金色の金属光沢を帯びる。皮膜は黒褐色になる。ウスリホオヒゲコウモリとは、尾膜の中央を走る血管走行の形で識別できる。

## 生態
山地から亜高山にかけての自然林に生息するが、北海道などでは標高の低い場所でもみられる。森林で採餌を行い、樹木の樹皮下や家屋、自然洞窟などをねぐらにする。
繁殖期は初夏であり、1産1子。
冬眠すると考えられるが、冬眠する時期や場所はよくわかっていない。

## 保全状態評価
亜種　エゾホオヒゲコウモリ　M. i. yesoensis
- 絶滅危惧IB類 (EN)（環境省レッドリスト）

亜種　シナノホオヒゲコウモリ　M. i. hosonoi
- 絶滅危惧II類 (VU)（環境省レッドリスト）

亜種　フジホオヒゲコウモリ　M. i. fujiensis
- 準絶滅危惧（NT）（環境省レッドリスト）

亜種　オゼホオヒゲコウモリ　M. i. ozensis
- 情報不足（DD）（環境省レッドリスト）